# Kőbánya-Teher vasútállomás
A Kőbánya-Teher vasútállomás egy budapesti teherpályaudvar Budapest területén a Budapest–Záhony-vasútvonalon, Zugló megállóhely és Kőbánya alsó megállóhely között.

## Leírása
A nagyrészt használaton kívüli, személyforgalommal csak áthaladó módon rendelkező teherpályaudvar Budapest X. kerületében található a Pongrác úttal párhuzamosan. Északi részén kiágazások biztosítanak csatlakozást a MÁV-HÉV H8-as és H9-es HÉV (gödöllői és csömöri HÉV) Örs vezér téri végállomása (amely az állomást a mára megszűnt Törökőr teherpályaudvaron keresztül érte el), illetve az M2-es metróvonalhoz tartozó BKV Vasúti Járműjavító Kft. (VJSZ - közkeletű nevén a Fehér úti főműhely) felé. Középső részén a 37-es villamos, déli részén a Budapest–Sátoraljaújhely-vasútvonal, a Budapest–Újszász–Szolnok-vasútvonal és a Körvasút vasúti felüljárója halad át az pályaudvar vágányai felett. Kőbánya felső vasútállomás felé a "királyvágány" kínál összeköttetést.
Közvetlen szomszédságában, az Albertirsai út keleti oldalán terül el a Hungexpo és a Kincsem Park. Nagyobb forgalmat generáló kiállítások idején régen közvetlen különvonatok érkeztek ide a Nyugati pályaudvarról.[forrás?]

## Képtár

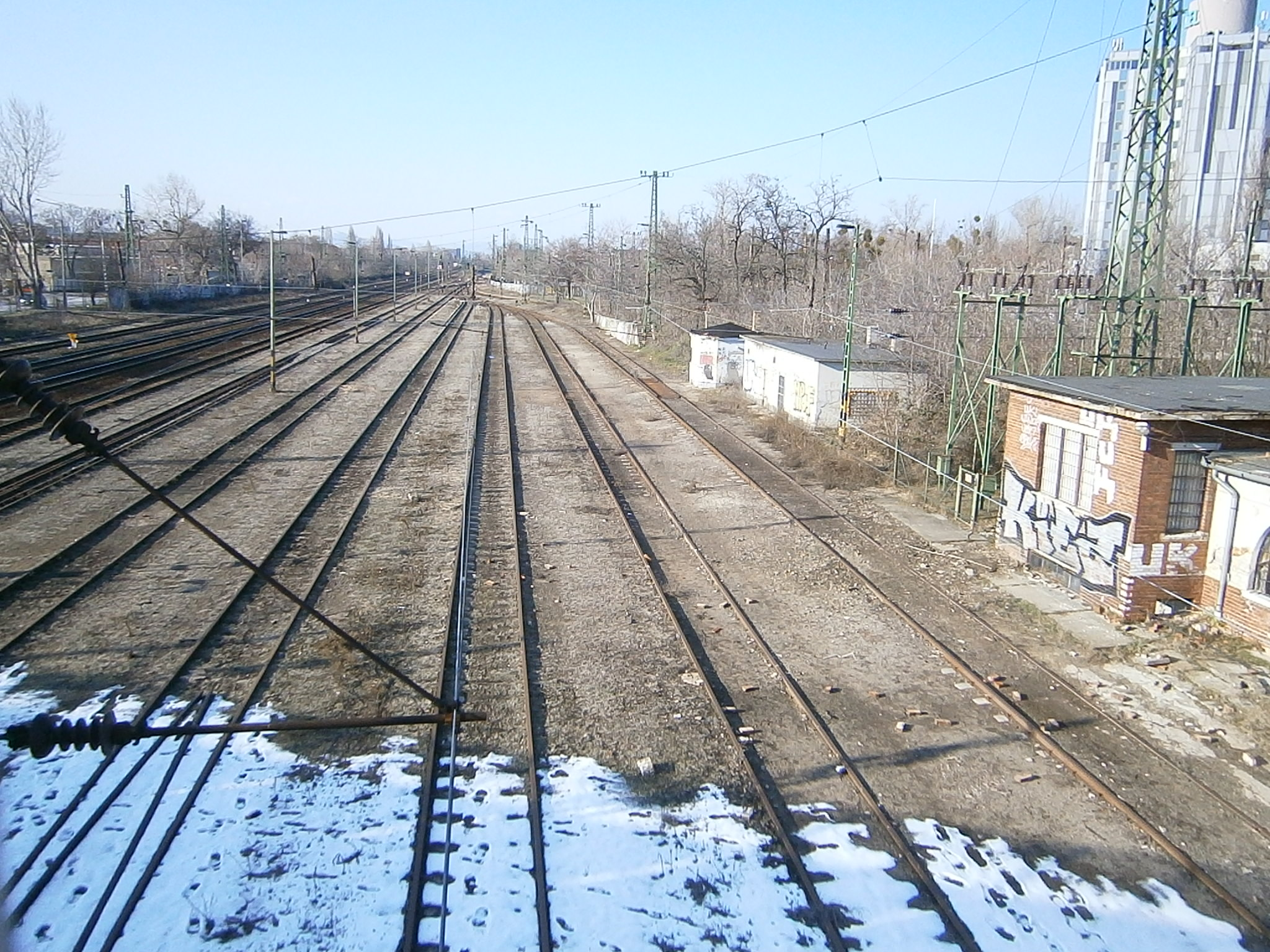
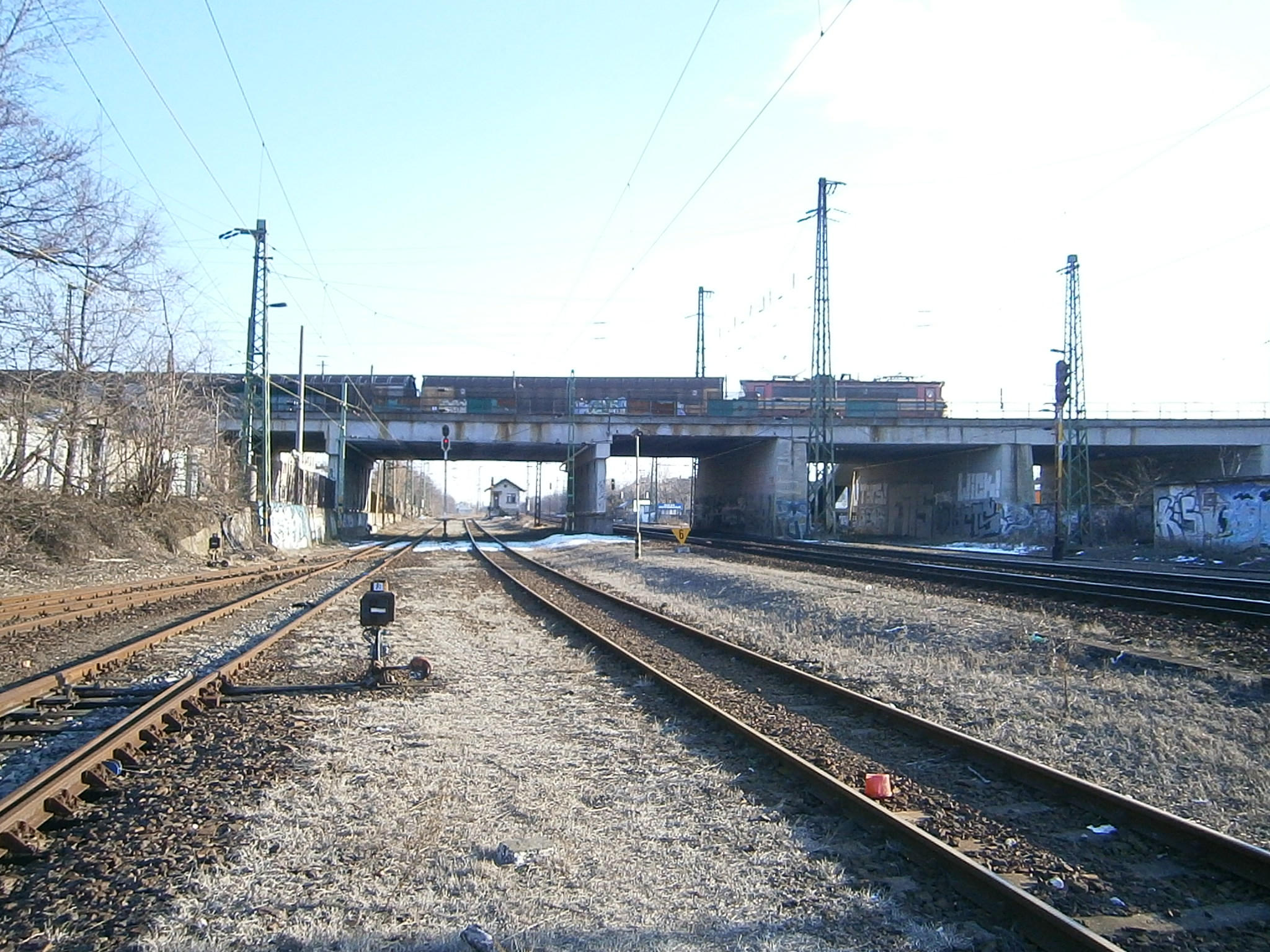
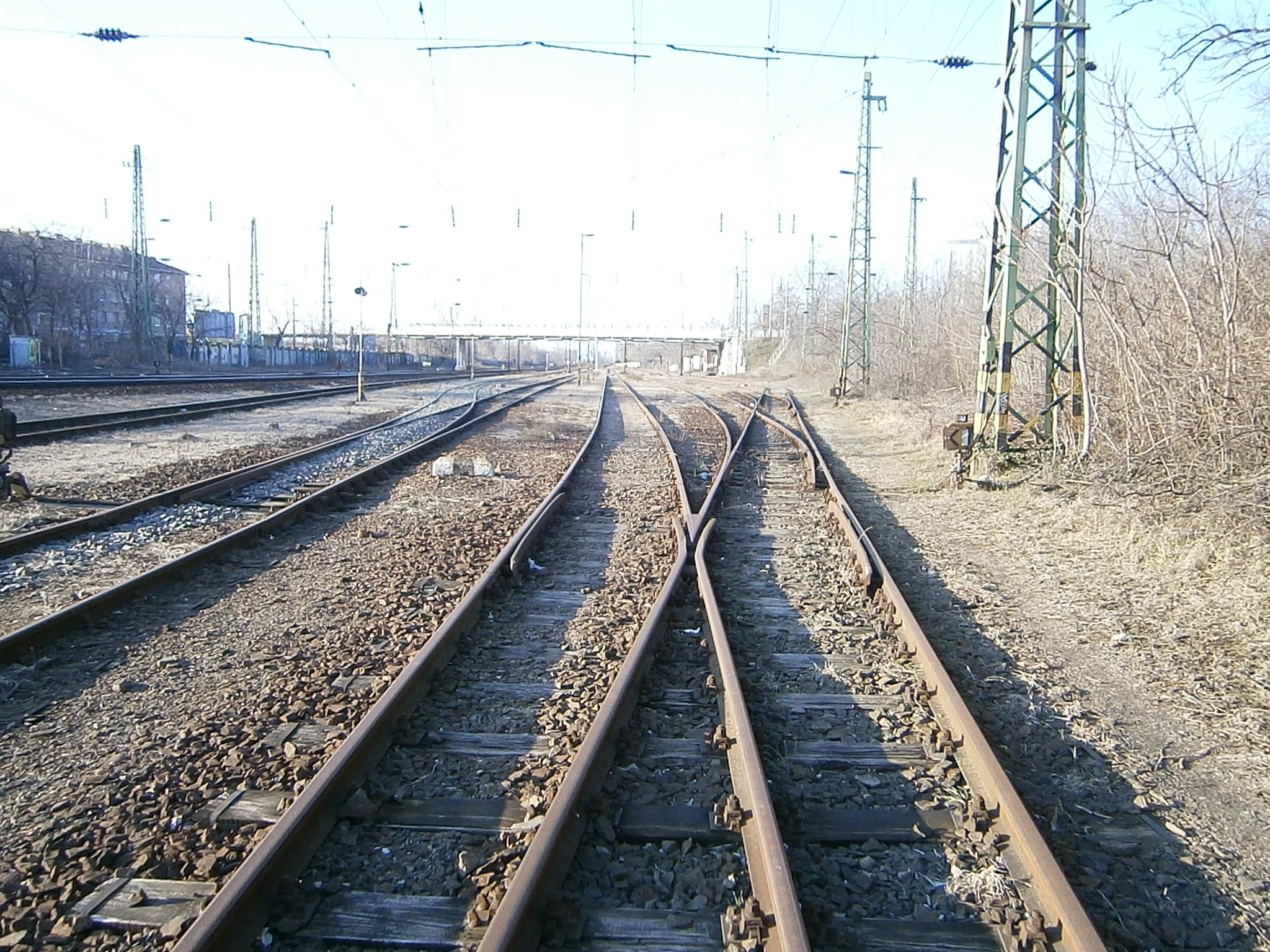
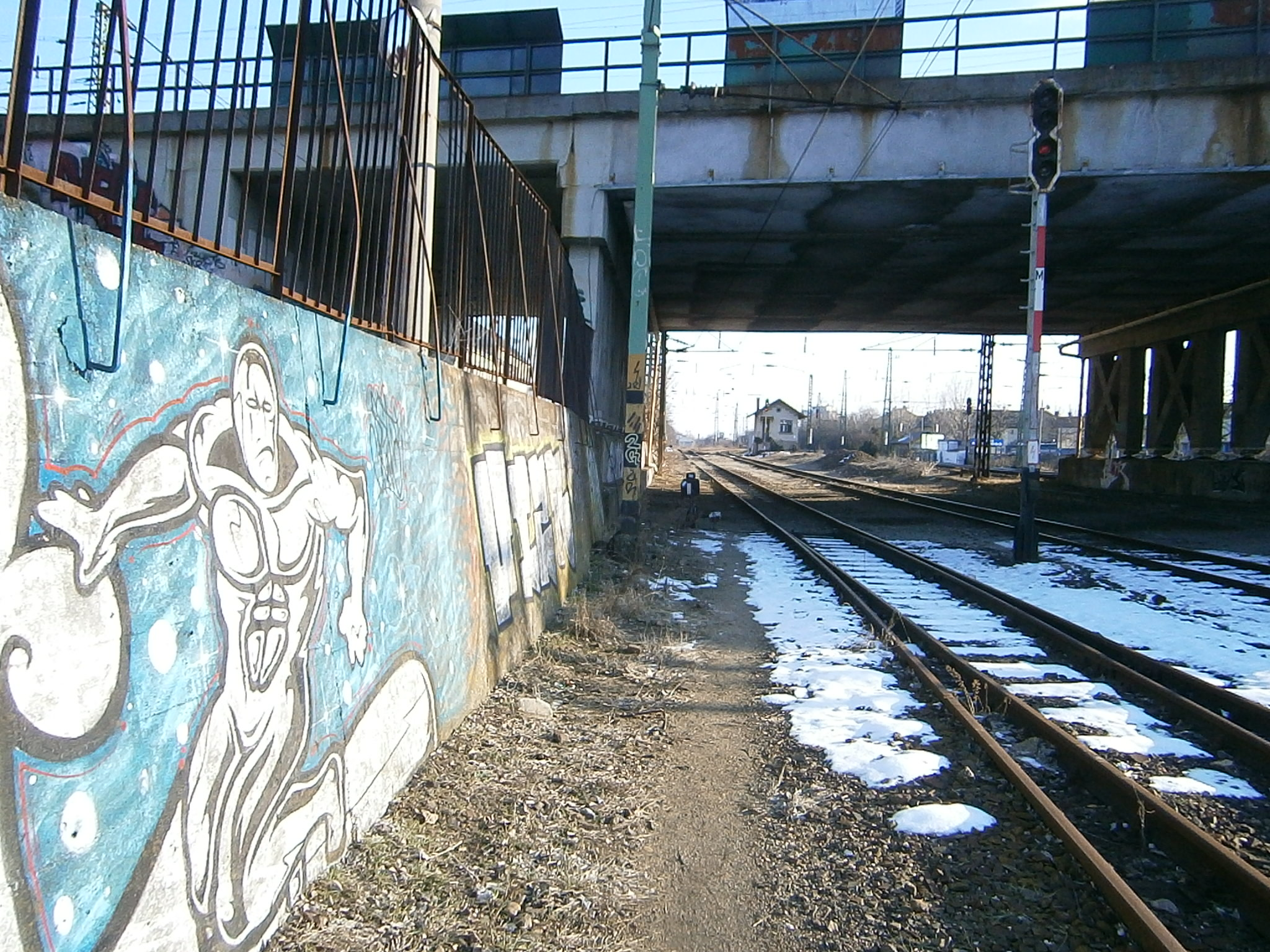
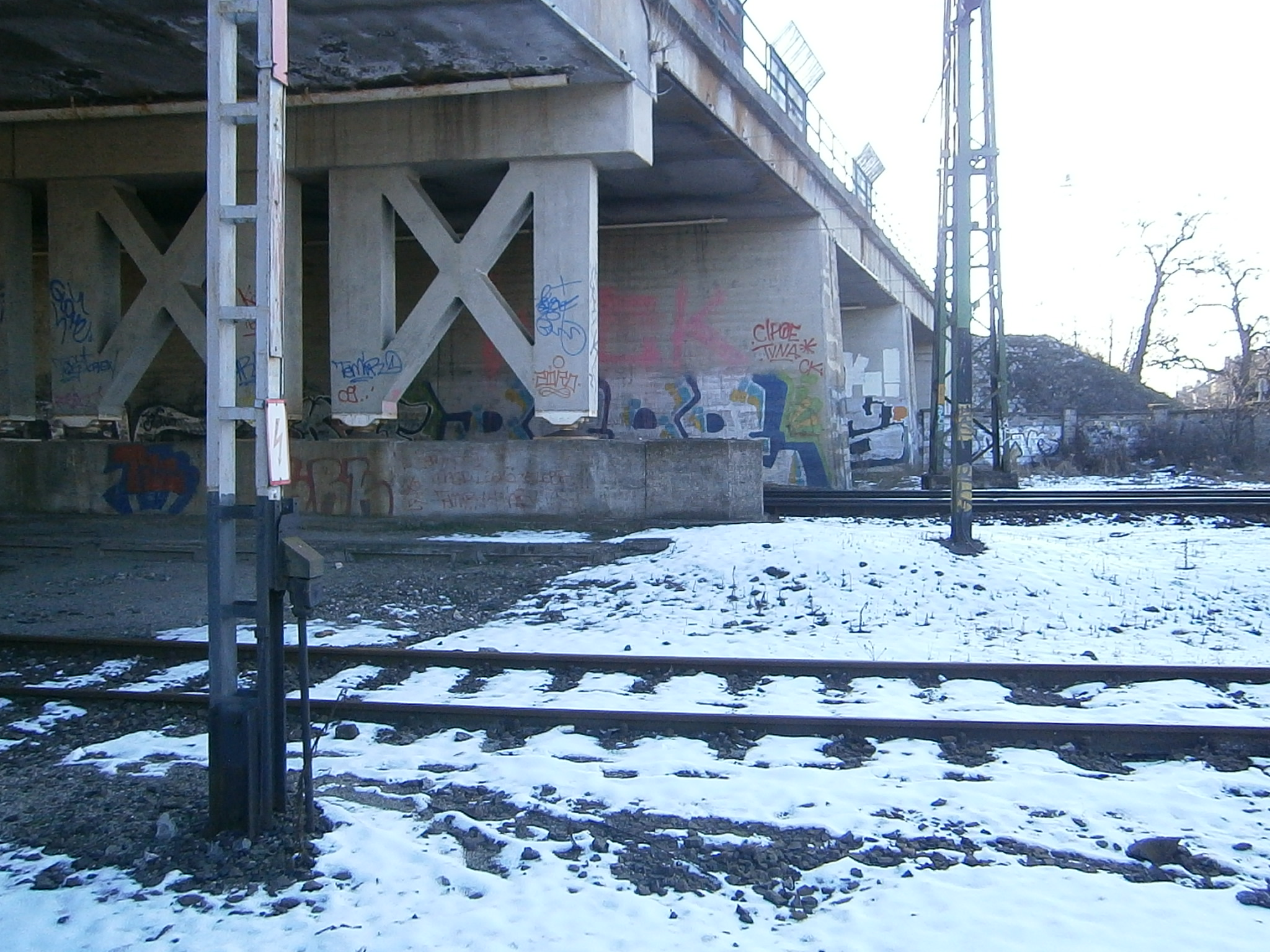
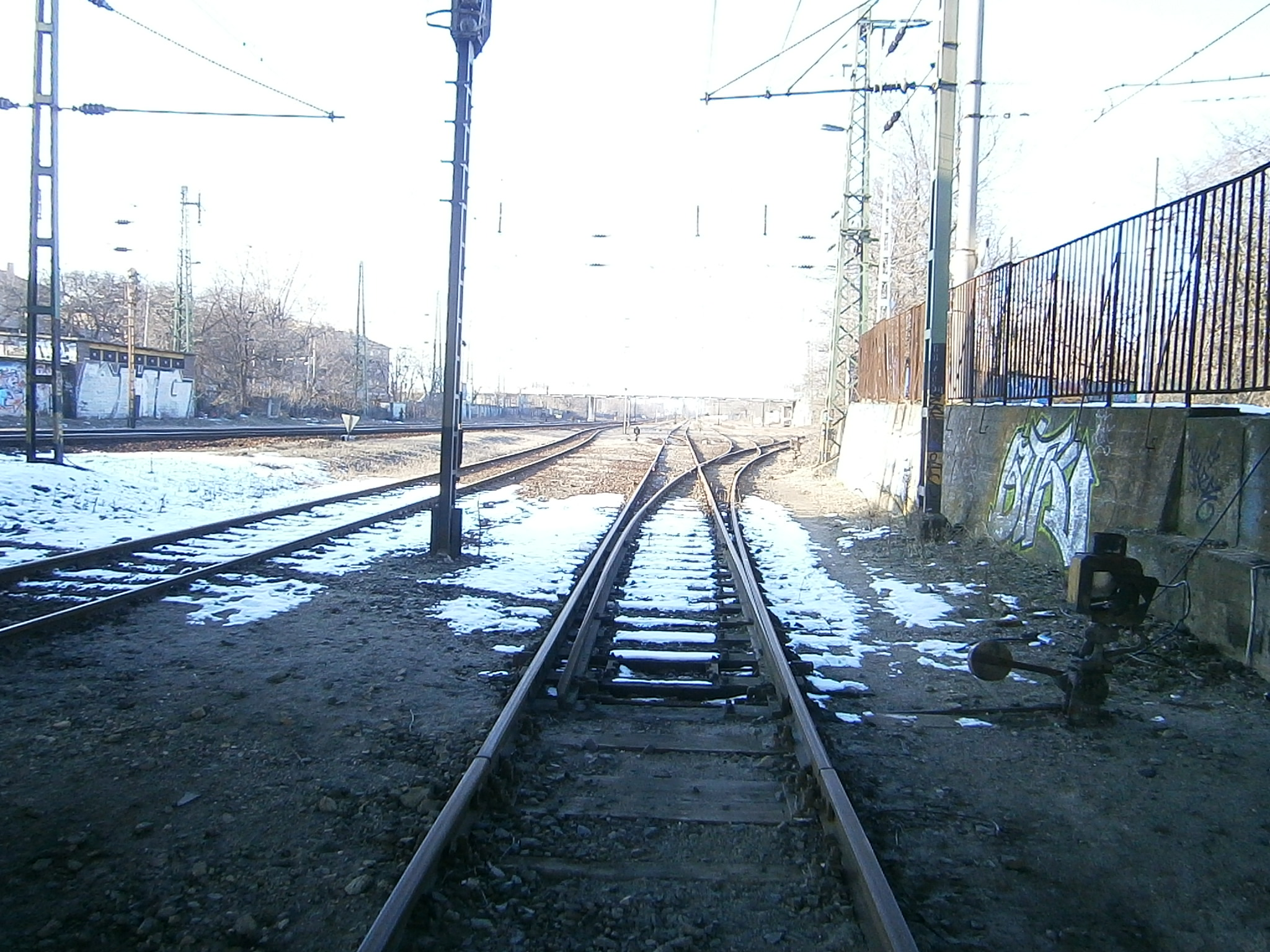